# Pelhřimov (huyện)
Huyện Pelhřimov (tiếng Séc: Okres Pelhřimov) là một huyện (okres) nằm trong vùng Vysočina của Cộng hòa Séc. Huyện Pelhřimov có diện tích 1290 km², dân số năm 2002 là 72219 người. Thủ phủ huyện đóng ở Pelhřimov. Huyện này có 120 khu tự quản.

## Các khu tự quản
Huyện Pelhřimov có 120 khu tự quản sau: